# ASC Dudweiler
Maillots
Dernière mise à jour : 3 avril 2011.
L’ASC Dudweiler est un club allemand de football localisé dans le district de Dudweiler à Sarrebruck dans la Sarre.
Le club comporte aussi des sections de Badminton, de Boxe, de Lutte et de Tennis.

## Histoire (football)
Les racines de ce club remontent à l’année 1905 et la création d’une équipe de football appelée Teutonia Dudweiler qui amena la fondation du club SV Hansa Dudweiler en 1912. Aux origines Noir et Blanc, les couleurs du club devinrent rapidement Bleu et Blanc. À partir de 1913, le SV Hansa s’affilia à la Saar-Pfalz Verband, une ligue régionale et participa aux compétitions qu’elle organisa.
En 1921, le terrain den Büchel fut aménagé et devint la Hansa-Kampfbahn. 
En 1945, le club il fut dissous par les Alliés, comme tous les clubs et associations allemands (voir Directive n°23). Il fut reconstitué sous l’appellation TSV Dudweiler qui en 1946 remporta le titre de Sarre.
Le 5 août 1947, une assemblée générale des membres vota pour le choix de la nouvelle appellation du club. Celle-ci devint: Allgemeiner Sportclub Dudweiler ou ASC Dudweiler. Mais il fallut encore deux ans pour que lors de l’Assemblée du 22 janvier 1950 cette dénomination devienne définitive et officielle. Le 12 juin suivant, le nom fut déposé au Registre des Associations.
Les premiers Présidents furent Karl Becker et Ludwig Geibig. À cette époque, la construction d’un nouveau stade fut entamée (am Brennenden Berg). Cela impliqua des arrangements entre l’ASC Dudweiler et l’ATV Dudweiler. L’ASC s’installa à la Kitten-Sportplatz et à la Alte Villa alors que l’ATV joua au Hansa-Kampfbahn (l’actuel Jahnsportplatz à la Alten Stadtweg). Le stade fut inauguré le 15 août 1959. 
Entre-temps, le club qui jouait en Le club participa à l’Ehrenliga Saarland fut promu en 2. Oberliga Südwest, une ligue située au 2e niveau de la hiérarchie. L’ASC Dudweiler y évolua jusqu’en 1962 puis redescendit en Amateurliga Saarland. À la fin de la saison suivante, la en 2. Oberliga Südwest fut dissoute lors de la création de la Bundesliga. Au 2e niveau fut alors instaurée la Regionalliga Südwest. Cette ligue disparut en 1974 lors de la création de la 2. Bundesliga.
À cette époque, la région Sud-Ouest ne créa pas immédiatement d'Oberliga au 3e niveau. Jusqu'en 1978, les clubs participèrent à un tour final. En 1975, l'ASC Dudweiler prit part au tour final pour la montée en 2. Bundesliga. Le club termina 3e sur 3, avec un seul point marqué, derrière l'Eintracht Trier et le club finalement promu, l'Eintracht Bad Kreuznach.
En 1978, l’ASC Dudweiler fut retenue comme fondatrice de l’Oberliga Südwest au 3e niveau de la hiérarchie. Le club joua dans cette ligue jusqu’en 1987. Par la suite, le cercle recula dans la hiérarchie.
En 2010-2011, l’ASC Dudweiler évolue en Verbandsliga Saarland, soit au 6e niveau de la hiérarchie de la DFB. L’équipe lutte en fond de tableau pour tenter d’assurer son maintien.

## Palmarès
- Champion de l’Amateurliga Saarland: 1946, 1975.

- Vainqueur de la Saarland Pokal (Coupe de Sarre): 1980, 1981.
- Finaliste de la Saarland Pokal (Coupe de Sarre): 1984.